# Wel te Vreeden
Wel te Vreeden (neboli také New Ground Village)  je obcí v East Berbice-Corentyne regionu v Guyaně při řece Canje. Leží 32 kilometrů od Corrivertonu.